# Schweizer Badmintonmeisterschaft 1957
Die Schweizer Badmintonmeisterschaften 1957 fanden am 26. und 27. Januar 1957 in Genf statt. Es war die dritte Austragung der nationalen Titelkämpfe im Badminton in der Schweiz.

## Medaillengewinner
| Disziplin    | Gold                      | Silber                        | Bronze                     |
| ------------ | ------------------------- | ----------------------------- | -------------------------- |
| Herreneinzel | Jean Mermod               | Erwin Oeler                   | Eric Amrein                |
| Herreneinzel | Jean Mermod               | Erwin Oeler                   | Tilbert Haberfeld          |
| Dameneinzel  | Ruth Eschenmoser          | Gertrud Oeler                 | D. Hegar                   |
| Dameneinzel  | Ruth Eschenmoser          | Gertrud Oeler                 | Lotti Füller               |
| Herrendoppel | Jean Mermod Robert Baldin | Erwin Oeler Tilbert Haberfeld | R. Tangemann Bruppacher    |
| Herrendoppel | Jean Mermod Robert Baldin | Erwin Oeler Tilbert Haberfeld | Honold Zeugin              |
| Damendoppel  | nicht ausgetragen         | nicht ausgetragen             | nicht ausgetragen          |
| Mixed        | Erwin Oeler Gertrud Oeler | Beat Auer Lotti Füller        | Robert Baldin J. Mettler   |
| Mixed        | Erwin Oeler Gertrud Oeler | Beat Auer Lotti Füller        | Tilbert Haberfeld D. Hegar |